# Valdaracete
Valdaracete è un comune spagnolo di 663 abitanti situato nella comunità autonoma di Madrid.